# 기계론
기계론(機械論, 영어: mechanism)은 세계는 그 자신의 의지로써 신이 정한 목적의 실현을 향해 움직인다고 생각하는 목적론이나, 세계의 근저에 있는 것은 힘이라고 생각하는 역본설(力本說, dynamism)과 반대로 모든 현상은 원인·결과의 역학적 인과관계로 해명할 수 있다고 생각하는 사상을 말한다.

## 참고 자료
- 이 문서에는 다음커뮤니케이션(현 카카오)에서 GFDL 또는 CC-SA 라이선스로 배포한 글로벌 세계대백과사전의 내용을 기초로 작성된 글이 포함되어 있습니다.